# Ole Richter
Ole Jørgensen Richter (ur. 23 maja 1829 w Inderøy, zm. 15 czerwca 1888 w Sztokholmie) – norweski prawnik, redaktor i polityk.
Polityk wybrany do Stortingu z ramienia liberalnej partii Venstre. W latach 1884–1888 przedstawiciel norweskiego rządu w Sztokholmie, mający tytuł ministra stanu (według innej nomenklatury – premiera). Zmarł śmiercią samobójczą. Bjørnstjerne Bjørnson ukazał ostatnie dni polityka w swoim dramacie psychologicznym Paweł Lange i Tora Parsberg (1898).